# Enrique Sentana Iváñez
Enrique Sentana Iváñez (Alicante, 8 de mayo de 1962) es un economista de Alicante, profesor del CEMFI y Premio Rey Jaime I de Economía en 2014. 
En 1985 se graduó en ciencias económicas en la Universidad de Alicante con premio extraordinario, y en 1987 obtuvo una maestría en econometría y economía matemática y en 1991 un doctorado en economía en la London School of Economics. De 1990 a 1992 fue lector en economía en la London School of Economics. En 1992, fue profesor asociado de economía en el Centro de Estudios Monetarios y Financieros vinculado al Banco de España, y desde 1998 es profesor asistente. Desde 1998 es también un investigador en economía financiera del CEPR.
En 2006 y 2007 ha sido el presidente de la Asociación Española de Economía y de la Asociación Española de Finanzas, y desde 2012 es miembro de la Econometric Society. En 2014 recibió el Premio Rey Jaime I de Economía por sus contribuciones a la economía financiera, el desarrollo de métodos para manejar las volatilidades y las correlaciones que varían con el paso del tiempo.

## Obras
- Efectos sobre los precios derivados de la implantación del IVA en el marco de una unión aduanera de España con la CEE Alicante: Caja de Ahorros de Alicante y Murcia, Obras Sociales, 1986. ISBN 84-7599-024-X
- Los mercados de valores ante la intregración financiera internacional a Nueva moneda, nueva economía, nuevo mercado coord. per Paloma Taltavull de la Paz, Juan Carlos Jiménez, 2001, ISBN 84-470-1714-1, págs. 73-84